# Kuwejt na Mistrzostwach Świata w Lekkoatletyce 2017
Kuwejt na Mistrzostwach Świata w Lekkoatletyce 2017 – reprezentacja Kuwejtu podczas Mistrzostw Świata w Londynie liczyła 3 zawodników, którzy nie zdobyli żadnego medalu.

## Skład reprezentacji
| Zawodnik                | Konkurencja                | Eliminacje | Eliminacje | Półfinał | Półfinał | Finał    | Finał   |
| Zawodnik                | Konkurencja                | Rezultat   | Pozycja    | Rezultat | Pozycja  | Rezultat | Pozycja |
| ----------------------- | -------------------------- | ---------- | ---------- | -------- | -------- | -------- | ------- |
| Ebrahim Al-Zofairi      | Bieg na 800 metrów         | 1:46,29    | 16. q      | 1:46,68  | 18.      | NQ       | NQ      |
| Abdulaziz Al-Mandeel    | Bieg na 110 m przez płotki | 13,63      | 26.        | NQ       | NQ       | NQ       | NQ      |
| Yaqoub Mohamed Al-Youha | Bieg na 110 m przez płotki | 13,56      | 21. q      | DNF      | DNF      | NQ       | NQ      |